# نيكودي كوديين
نيكوداي كوديين  Nicodicodeine مسكن مخدر أفيوني
نيكوداي كوديين  هو من الأدوية الأفيونية التي تم تطويره لإخماد السعال ويعتبر مسكّناً. تم تصنيعه في عام 1904، لم يتم استخدامه بصورة شائعة، ولكن له نشاط مماثل على المواد الأفيونية الأخرى. ينحل نيكوداي كوديين في الكبد عن طريق نزع الميثيل لإنتاج وبعد ذلك ينحل مواصلة إلى دي هايدرو مورفين. لأن المستقلب الفعال النهائي هو دي هايدرو مورفين وهو من المواد الأفيونية الأقوى قليلا من المورفين6-nicotinoyldihydromorphine،

## الاستقلاب
كبدي

## الحرائك الدوائية
يملك تأثيراً أقوى وأطول من النيكوكوديين

## التأثيرات الجانبية
- حكة
- غثيان
- تثبيط تنفسي